# 大阪市立新北野中学校
大阪市立新北野中学校（おおさかしりつ しんきたの ちゅうがっこう）は、大阪府大阪市淀川区にある公立中学校。

## 概要
大阪府立北野高等学校の隣に位置する。学校名の「新北野」も北野高等学校に隣接していることに由来する。当初は学校名を「北野中学校」にする案もあったが、「（旧制）大阪府立北野中学校」および学制改革に伴って過渡的に設けられた「大阪府立北野高等学校併設中学校」と混同されるおそれがあるとして、「新北野中学校」の名称が採用された。
当時学校周辺は十三南之町という地名だったが、その後の住居表示で地名も「新北野」となった。
校歌は安西冬衛が作詞を手がけている。

## 沿革

### 年表
- 1947年4月1日 - 大阪市立東淀川第二中学校として創立。大阪市立神津小学校に併設。
- 1948年 - 現在地に移転。
- 1949年5月1日 - 大阪市立新北野中学校に改称。
- 1997年3月31日 - 講堂兼体育館竣工。
- 2001年4月4日 - プール竣工。
- 2006年2月17日 - 新校舎竣工。

## 通学区域
- 大阪市立神津小学校、大阪市立田川小学校、大阪市立塚本小学校の通学区域。

大阪市淀川区 新北野1-3丁目、十三本町1-3丁目、十三元今里1-3丁目、塚本1-6丁目、田川1-3丁目、田川北1-3丁目。

## 出身者
- 西田猛 - 衆議院議員
- 若林三弥子 - 料理研究家
- 大森晃太郎 - プロサッカー選手
- 高木和弘 - ヴァイオリン奏者
- コマンド・ボリショイ - 元女子プロレスラー

## 交通
- 阪急電鉄 十三駅 南西へ約800m
- 東海道本線（JR神戸線）塚本駅 東へ約900m
- 大阪シティバス 「新北野中学校前」「新北野3丁目」「北野高校前」バス停